# 케스 (영화)
《케스》(Kes)는 1969년 제작된 영국의 드라마 영화이다. 켄 로치가 감독과 공동각본을 맡았으며, 배리 하인즈의 소설 A Kestrel for a Knave 가 영화의 원작이다.

## 출연

### 주연
- 데이빗 브래들리
- 프레디 플레처

### 조연
- 린 페리
- 콜린 웰런드
- 브라이언 글로버
- 조이 케이
- 테드 캐롤
- 빌 딘
- 제프리 뱅스
- 두기 브라운
- 해리 마크햄

## 기타
- 각색: 베리 하인즈
- 각색: 켄 로치
- 각색: 토니 가넷
- 원작자: 베리 하인즈